# Vera Vitali
Vera Vitali (født Anna Vitali; 3. oktober 1981 i Stockholm) er en svensk skuespillerinde. Hun har for eksempel optrådt i film som Cornelis (2010), Monica Z (2013) og Britt-Marie var her (2019), samt tv-serier som Kongemordet, Livet i Fagervik og Bonusfamilien.
Vitali har to gange været nomineret til en Guldbagge i henholdsvis 2015 og 2023. I 2016 blev hun nomieret til Amandaprisen for sin optræden i Grand Hotel (2016).

## Udvalgt filmografi
- Kongemordet (tv-serie, 2008, ukrediteret)
- De ufrivillige (2009)
- Livet i Fagervik (tv-serie, 2009)
- Cornelis (2010)
- Arne Dahl: Europa Blues (tv-serie, 2012)
- Monica Z (2013)
- Rum 301 (kortfilm, 2013)
- Blind (2014)
- Min så kallade pappa (2014)
- Det hvide folk (2016)
- Grand Hotel (2016)
- Brimstone (2016)
- Bonusfamilien (tv-serie, 2017-2021)
- Los Bando (2018)
- Britt-Marie var her (2019)
- Orca (2020)
- Længe leve bonusfamilien (2022)
- Ronja Røverdatter (tv-serie, 2024)